# Free DV
Avid Free DV war eine Gratis-Version der professionellen Videoschnittsoftware von Avid Technology für Mac OS X und Windows XP.
Das Programm konnte kostenlos von der Avid FreeDV Website heruntergeladen werden. Es wurde zum 4. September 2007 abgekündigt, eine für die Installation notwendige Registrierung des Programms ist nicht mehr möglich. Die Installationsdatei ist über Suchmaschinen im Internet zu finden (wichtig für diejenigen, die ihre Kopie der Installationsdatei verloren haben, aber die Registrierungsdaten noch haben).
Video kann nur über die FireWire-Schnittstelle eingeladen und ausgespielt werden, und es stehen jeweils maximal zwei Video- und zwei Audiospuren zum Editieren zur Verfügung.
Die Effektpalette ist zwar relativ umfangreich, jedoch fehlt zum Beispiel 3D-Warp, und nur ein kleiner Teil der bei den professionellen Versionen verfügbaren Effekte ist vorhanden. Neben dem Ausspielen auf ein DV-Band kann man das Video auch als QuickTime exportieren. Alle anderen Kompatibilitäten sind gesperrt, obwohl die Oberfläche fast identisch mit den auf den professionellen Einsatz ausgerichteten Programmen Xpress DV und Xpress Pro von Avid ist.
Weiterhin kann das in Avid Free DV erstellte Material in der Vollversion nicht genutzt werden, so dass die „free version“ in diesem Fall nutzlos bleibt.
Das Programm eignet sich jedoch gut zum Schnitt von Amateurfilmen (Urlaubs- oder Hochzeitsvideos) auf DV und um die Oberfläche der gesamten AVID-Familie kostenfrei kennenzulernen.
Andere Gratis-Schnittprogramme:
- iMovie (ebenfalls kostenlos bei Kauf eines qualifizierten Apple-Rechners)
- Windows Live Movie Maker (zum Download und oft mit Windows vorinstalliert)